# Santo Antônio de Lisboa (Florianópolis)
Santo Antônio de Lisboa è un distretto, un quartiere e una spiaggia della città di Florianópolis, capitale dello stato brasiliano di Santa Catarina.

## Geografia fisica
Il quartiere è situato nella parte nord-ovest dell'Isola di Santa Catarina, il lato che si affaccia sulla terraferma, 12 km al di là della Baía Norte, dirimpetto alla città di Biguaçu. Dista 15,9 km, invece, dal centro della città ed è collocato tra i quartieri di Cacupé e Sambaqui.

## Storia
Fu creata per la disposizione regale del 26 ottobre 1751, sotto l'invocazione di Nostra Signora delle Necessità, questo ne fa uno dei quartieri più antichi di Florianópolis. L'agglomerato urbano ha avuto un ruolo importante nella colonizzazione di "Floripa" (nomignolo con il quale i brasiliani sono soliti riferirsi alla città) e qui si possono vedere ancora molte case ed edifici storici.
Santo Antônio de Lisboa, come detto, è una delle più antiche freguesie, o frazioni, dell'isola di Santa Catarina, i suoi primi abitanti si insediarono qui fino dal XVII secolo, quando i brasiliani portoghesi di São Francisco do Sul si stabilirono nella regione. Nonostante questi primi insediamenti, la fondazione ufficiale avvenne solo nel 1714, quando il sergente maggiore Manoel Manso de Avelar si trasferì qui con la famiglia e vi costruì, nella vicina spiaggia di Sambaqui, un porticciolo con magazzino per il commercio mercantile che, crescendo, arricchì il borgo di un ufficio doganale per l'accoglienza di navi e merci straniere.
Dal 1748, l'isola iniziò a ricevere coppie di azzorriani che si insediarono stabilmente nel territorio. Santo Antônio, era una delle regioni che meno accoglieva gli immigrati, almeno fino al momento di essere elevata a parrocchia civile (freguesia), quando la tendenza si invertì. La Chiesa di Nostra Signora della Necessità (Nossa Senhora das Necessidades) fu costruita nel 1750 e divenne presto il principale riferimento per la crescita del villaggio.
Il nome di Santo Antônio de Lisboa è un omaggio al monaco portoghese dell'Ordine francescano del XII secolo, noto in italia come Antonio di Padova, canonizzato da Papa Gregorio IX nel 1232, tuttavia, il quartiere nel corso della sua storia ha cambiato nome diverse volte, il primo fu Nossa Senhora das Necessidades da Praia Comprida per poi diventare Nossa Senhora das Necessidades, Necessidades, Rerituba o, più semplicemente, Santo Antônio prima di assumere nel '47, definitivamente, il nome attuale.
Santo Antônio de Lisboa raggiunse il suo apogeo nel XIX secolo quando la regione nord divenne la maggiore produttrice agricola dell'isola e il porto installato nella piccola freguesia divenne lo sbocco naturale di questa produzione. Tale era la sua importanza che, il 21 ottobre 1845, l'Imperatore Pietro II sbarcò a Santo Antônio per una visita (in occasione di un viaggio nella Capitale dello Stato) e ancora oggi si può vedere la strada che venne edificata in suo onore, meta turistica della quale gli abitanti sono ancora molto orgogliosi assieme alla casa che ospitò l’importante personaggio.
Col XX secolo e gli ingenti investimenti infrastrutturali, Florianópolis ha visto - oltre la comparsa di un sistema di approvvigionamento idrico, l'installazione del sistema di illuminazione pubblica e l'apertura di numerose strade - la strategica costruzione nel 1922 del Ponte Hercílio Luz, considerato per molto tempo uno dei maggiori ponti sospesi del mondo, che ha facilitato notevolmente i collegamenti tra l'isola e la terraferma, causando l'inevitabile declino delle attività portuali della zona, quindi anche del porticciolo del piccolo quartiere e, di conseguenza, dell'intera frazione.
Nel 1943 l'ispettore federale di Santa Catarina (poi Presidente del Brasile dal '55 al '56), Nereu de Oliveira Ramos, decretò che il villaggio sarebbe stato ribattezzato Rerituba, il cui significato in lingua Tupi-Guaraní può essere tradotto con "abbondanza di ostriche", a causa della ricchezza di questi molluschi nelle acque antistanti. I residenti, però, non gradirono e, cinque anni dopo, il deputato Pedro Lopes Vieira riuscì a far riconquistare al borgo la precedente designazione che perdura ancora oggi.
A causa della costruzione dell'autostrada SC-401, avvenuta negli anni settanta del 900, i turisti vennero a conoscenza delle bellezze di spiagge come Canasvieiras e Ingleses, rispettivamente nel nord-ovest e nel nord-est dell'isola, che causarono l'oscuramento turistico di Santo Antônio, così come di altri borghi; solamente negli anni '80 e '90 vi è stato un ritorno della cultura delle Azzorre nei gusti turistici e oggi la frazione gode di un notevole flusso turistico.

## Architettura, urbanistica e monumenti
Una delle caratteristiche più caratteristiche di Santo Antônio de Lisboa sono le storiche case colorate con finestre e porte dipinte con tonalità pastello, un'eredità della cultura delle Azzorre, che possono essere incontrate anche in altre zone di Florianópolis, come a Sambaqui e nella frazione di Ribeirão da Ilha.
Nella parte centrale del centro storico, in una zona pedonale, c'è Piazza Rocha Pires, qui in occasione della visita dell'Imperatore Pietro II del 1845 venne costruita quella che sarebbe diventata la prima strada lastricata dello Stato di Santa Catarina, costruita secondo la tradizione portoghese, la cosiddetta calçada portuguesa - eredità delle tecniche costruttive dell'antica Roma, imposasi in Portogallo durante il regno di Miguel I -, che consiste in un tappeto a mosaico di pietre calcaree o basaltiche irregolari a formare una pavimentazione uniforme (oggi diffusissime in tutto il Brasile), tutt’oggi visibile davanti alla facciata della casa dove alloggiò l'imperatore, anch’essa orgogliosamente conservata. Qui, sull'antica via, durante i fine settimana, si tiene una piccola fiera con alcune bancarelle che vendono il tipico artigianato locale.
In cima alla Piazza, all'inizio dell'antica via lastricata, è collocata una targa di piastrelle smaltate bianche con scritte azzurre, in stile portoghese - le cosiddette azulejos -, che accoglie i visitatori con un'iscrizione che ripercorre la storia del quartiere e da loro il benvenuto:
Em 1748 vieram os açorianos em grande número para ocupar e garantir o território. 
Foi elevada à categoria de Freguesia, por D. João V, em 27 de abril de 1750 com o nome de Nossa Senhora das Necessidades da Praia Comprida. 
Em 1948 recebeu o nome atual, Santo Antônio de Lisboa. 
Sua riqueza cultural é o resultado da vida, trabalho e costumes dos carijós, portugueses, africanos e tantos outros mais que, até hoje, aqui constroem um modo de vida simples, fraterno e hospitaleiro. 
Seja Bem Vindo»
Nel 1748 arrivarono gli azzorriani in gran numero per occupare e proteggere il territorio. 
Fu elevata al rango di Freguesia, da Dom João V, il 27 aprile 1750 con il nome di Nossa Senhora das Necessidades da Praia Comprida. 
Nel 1948 ha ricevuto il nome attuale, Santo Antônio de Lisboa. 
La sua ricchezza culturale è il risultato della vita, del lavoro e dei costumi dei Carijós, portoghesi, africani e molti altri che, fino ad oggi, qui costruirono uno stile di vita semplice, fraterno e ospitale. 
Benvenuto»
(Augurio di benvenuto al turista sulla targa commemorativa posizionata all'inizio dell'antica via lastricata in Piazza Rocha Pires, la più antica via lastricata dello Stato)
Nella parte sud del quartiere in Piazza Getúlio Vargas e al suo parco, proprio di fronte alla spiaggia, si trova la chiesa Nossa Senhora das Necessidades, chiamata anche Igrejinha de Santo Antônio de Lisboa (Chiesina di Sant'Antonio di Lisbona).

## Geografia antropica
La sede del distretto porta lo stesso nome, Santo Antônio de Lisboae le altre località del distretto sono:
1. Barra do Sambaqui
2. Cacupé
3. Sambaqui

## Turismo
Con le sue strade strette e poco affollate, ristoranti di qualità e un aspetto meraviglioso, Santo Antônio è un passaggio obbligato per coloro che visitano la capitale di Santa Catarina.
Di fronte alla chiesa Nossa Senhora das Necessidades, in piazza Getúlio Vargas è presente un parco giochi attrezzato. È in questa zona che avviene, una volta all'anno, la festa del Divino Spirito Santo, una celebrazione cattolica, eredità della cultura azzorriana, celebrata in tutti i quartieri di Florianópolis e che qui si tiene, ininterrottamente, dal 1754.
La spiaggia di Santo Antônio de Lisboa è più che altro il porto dei pescatori locali ed è molto comune trovarli nelle loro barche, ormeggiate a gavitelli posti a pochi metri dalla battigia o in secca sulla sabbia, oppure intenti a pescando nella zona. Da qui si può godere del bellissimo paesaggio sulla Baia Nord, passeggiare sul lungomare, soprattutto nel tardo pomeriggio, durante lo spettacolo del tramonto, dal momento che è uno dei migliori punti di Floripa dove poter osservare un incantevole tramonto. Dalla spiaggia, come anticipato, si può vedere la Baía Norte e i quartieri del continente, una sezione della Via Beira-Mar Norte e anche il citato Ponte Hercílio Luz.
Il quartiere è uno dei centri gastronomici della città con una grande concentrazione di ristoranti dove è possibile mangiare piatti tipici, principalmente a base di frutti di mare - ostriche per lo più, che qui sono abbondanti e vengono allevati nelle acque antistanti la spiaggia e che sono considerati un cibo povero - motivo di attrazione non solo di turisti ma anche residenti degli altri quartieri di Florianópolis per pranzi familiari nei fine settimana.
Oltre alla fiera dell'artigianato, che si svolge di volta in volta nella piazza centrale, Sto Antonio ha anche tre case di artigianato, vendita di tutti i tipi di oggetti, dipinti, opere d'arte e souvenir. Vale la pena visitarli per portare a casa un souvenir.
I turisti sono attratti nel quartiere anche a causa della conservazione dell'architettura tipica delle Azzorre, molto evidente nella chiesa locale e nelle case elencate nel patrimonio pubblico.
Le sue strade strette e poco affollate, ristoranti di qualità e un aspetto molto caratteristico, Santo Antônio è un passaggio obbligato per coloro che visitano la capitale di Santa Catarina.

## Galleria di immagini

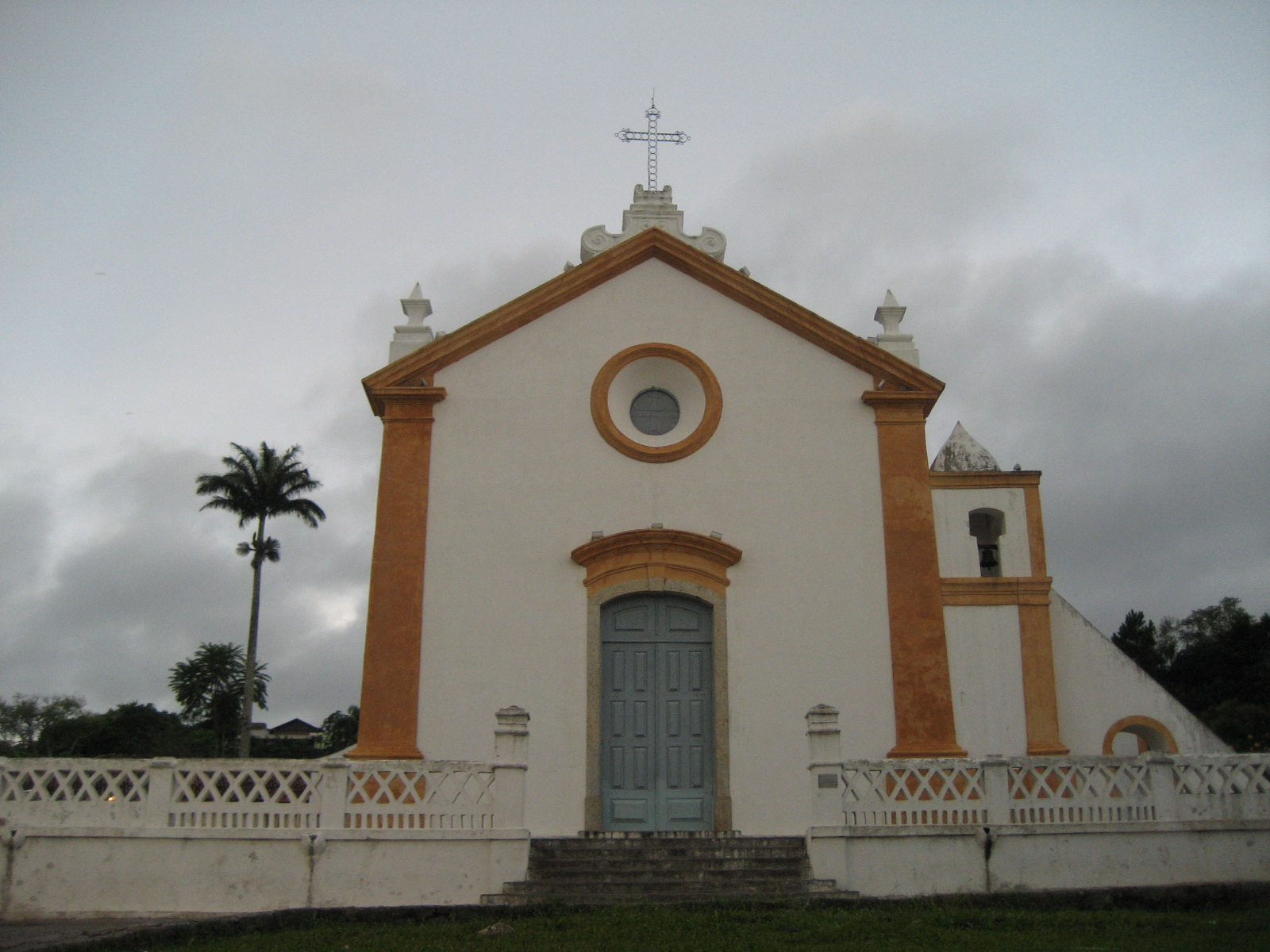
La Chiesa di Nossa Senhora das Necessidades, in Piazza Getúlio Vargas
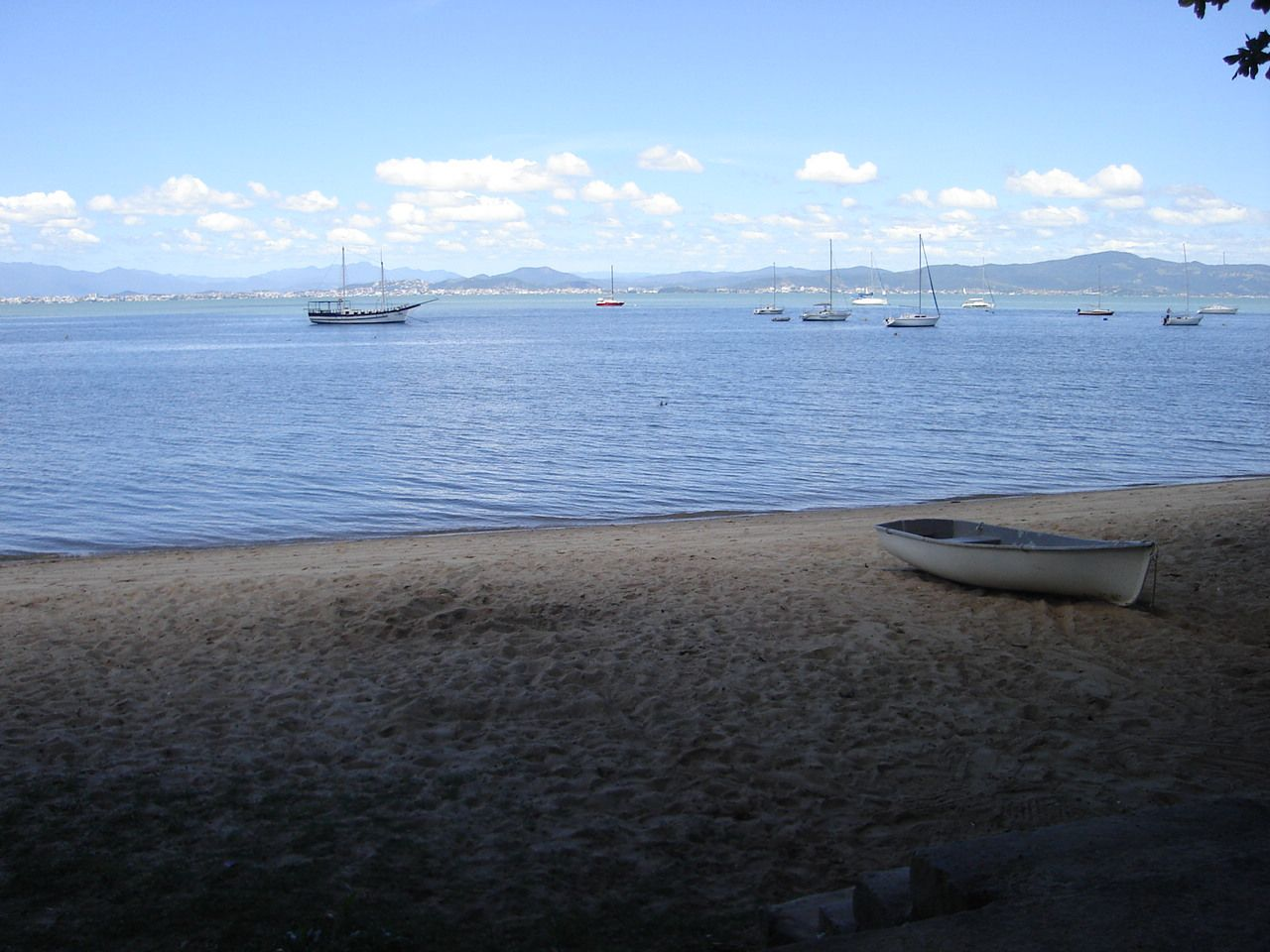
La spiaggia di Santo Antônio de Lisboa
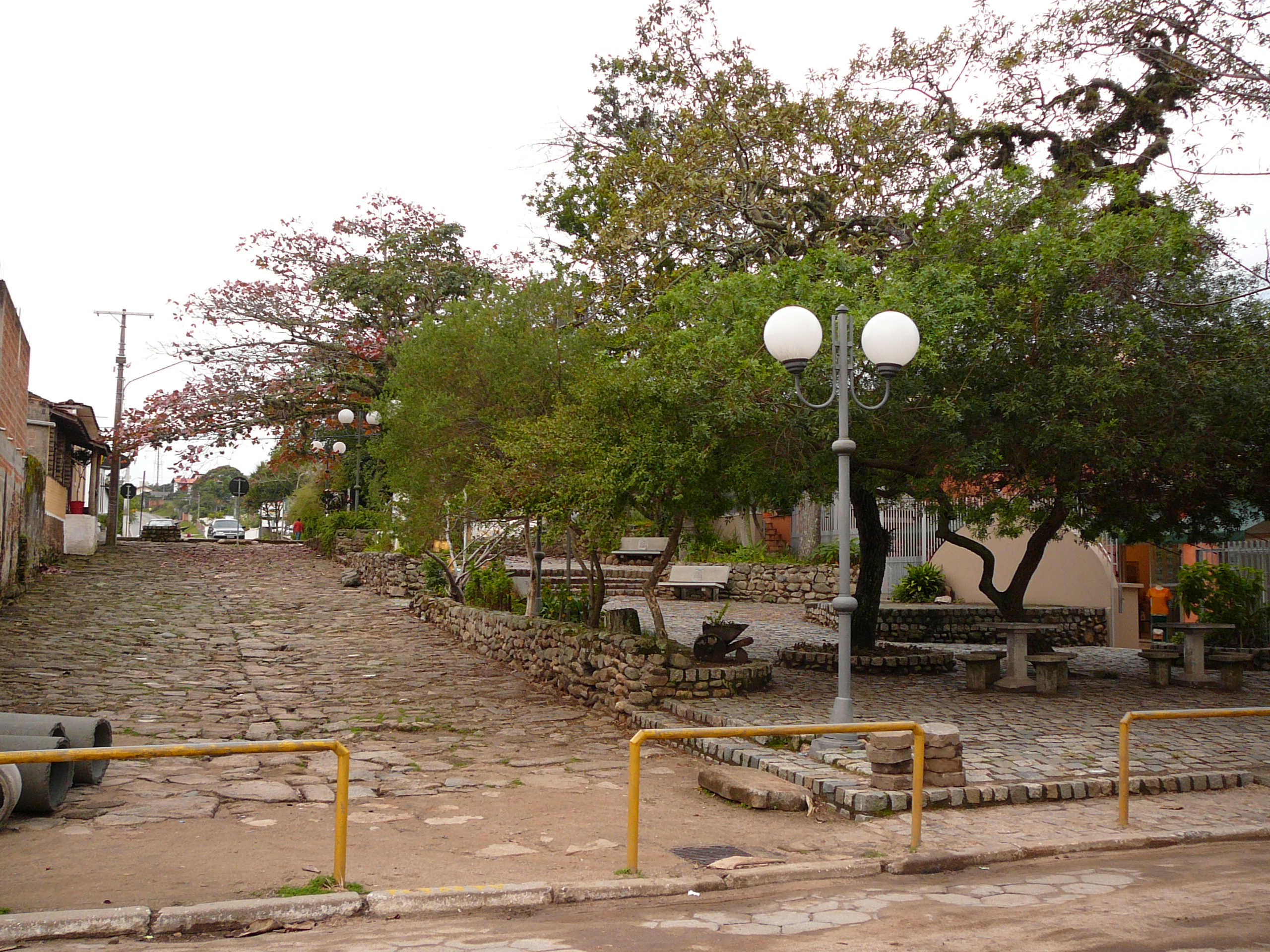
Piazza Roldão da Rocha Pires, con l'antica strada lastricata costruita per la visita dell'Imperatore
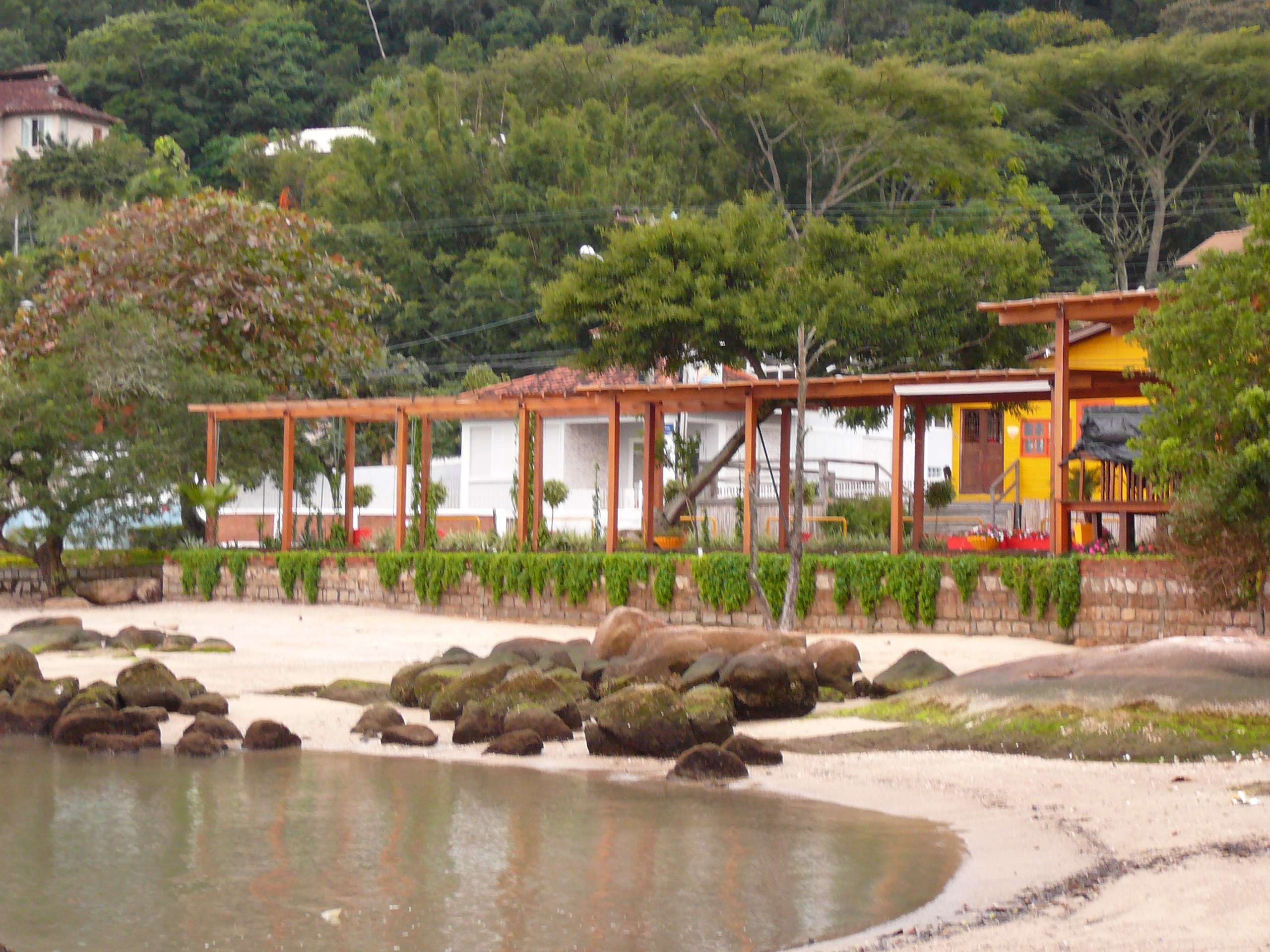
Vista della spiaggia